# Euplocia membliaria
Euplocia membliaria là một loài bướm đêm thuộc họ Erebidae. Loài này có ở đông bắc Himalaya tới Sundaland, Philippines, Sulawesi và the Lesser Sundas.

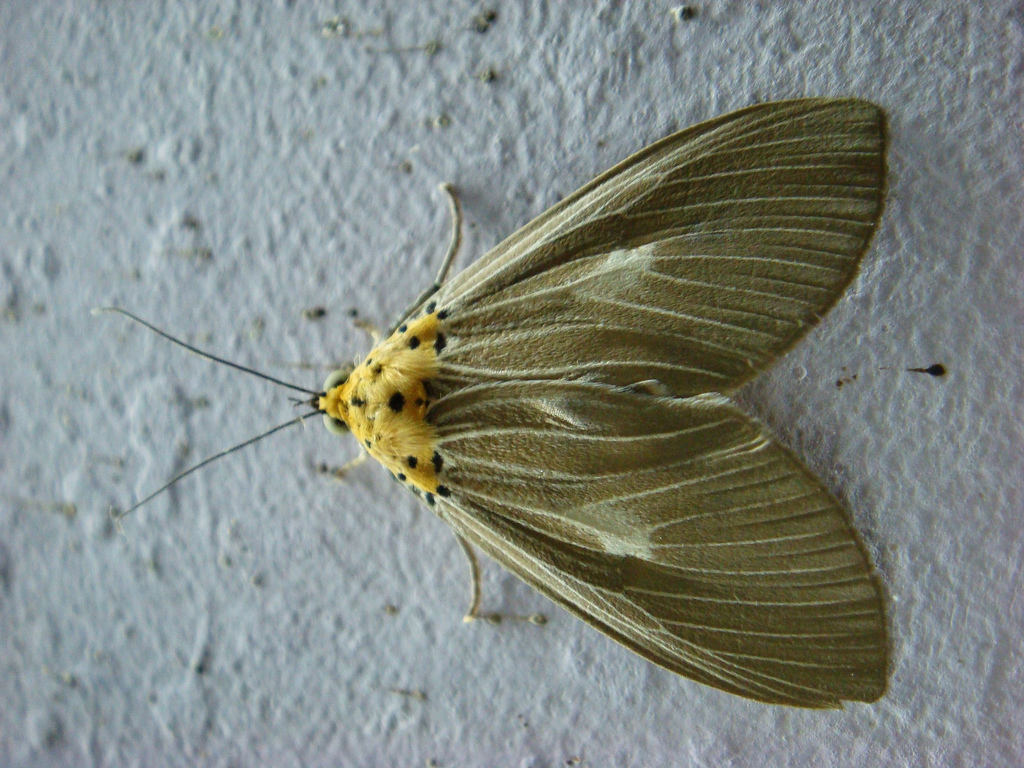

Sải cánh dài khoảng 70 mm.

## Hình ảnh

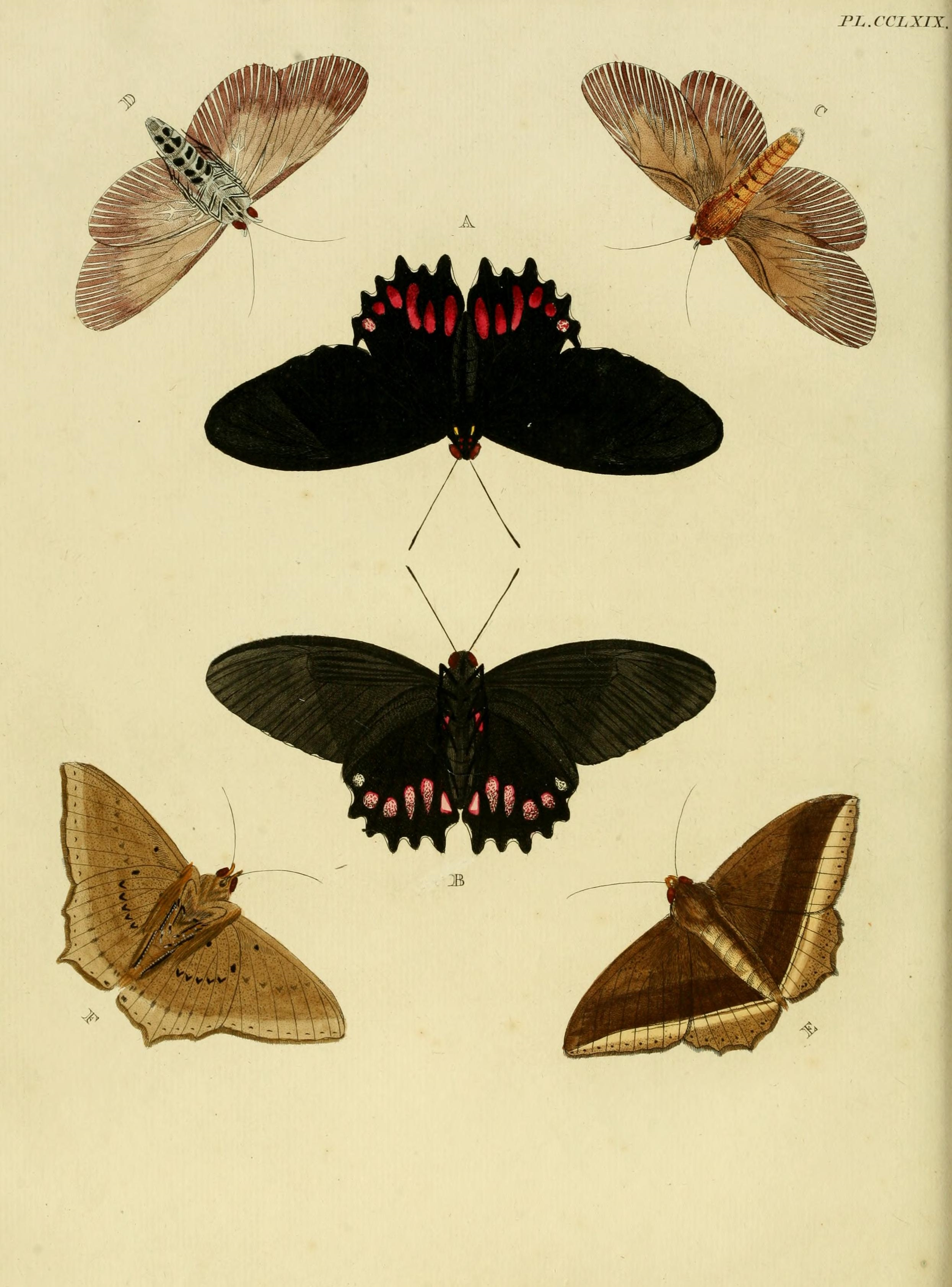